# 孝义镇 (渭南市)
孝义镇，是中华人民共和国陕西省渭南市临渭区下辖的一个乡镇级行政单位。

## 行政区划
孝义镇下辖以下地区：
孝西村、孝东村、孝北村、孝南村、金滩村、明星村、吝家村、洪新村、杜家村、詹家村、什马村、南刘村和北周村。